# Tirmitine
Tirmitine (en berbère : Tirmitin, en tifinagh : ⵝⵉⵔⵎⵉⵝⵉⵏ) est une commune de la wilaya de Tizi Ouzou appartenant à région de la grande Kabylie, située à 7 km au sud-ouest de la commune de Tizi Ouzou, en Algérie.

## Géographie

### Localisation
La commune de Tirmitine est située à l'ouest de la wilaya de Tizi Ouzou. Elle est délimitée :
| Tadmait          | Draâ Ben Khedda |            |
|                  | Tirmitine       | Tizi Ouzou |
| Aït Yahia Moussa | Maâtkas         |            |

### Les villages de la commune

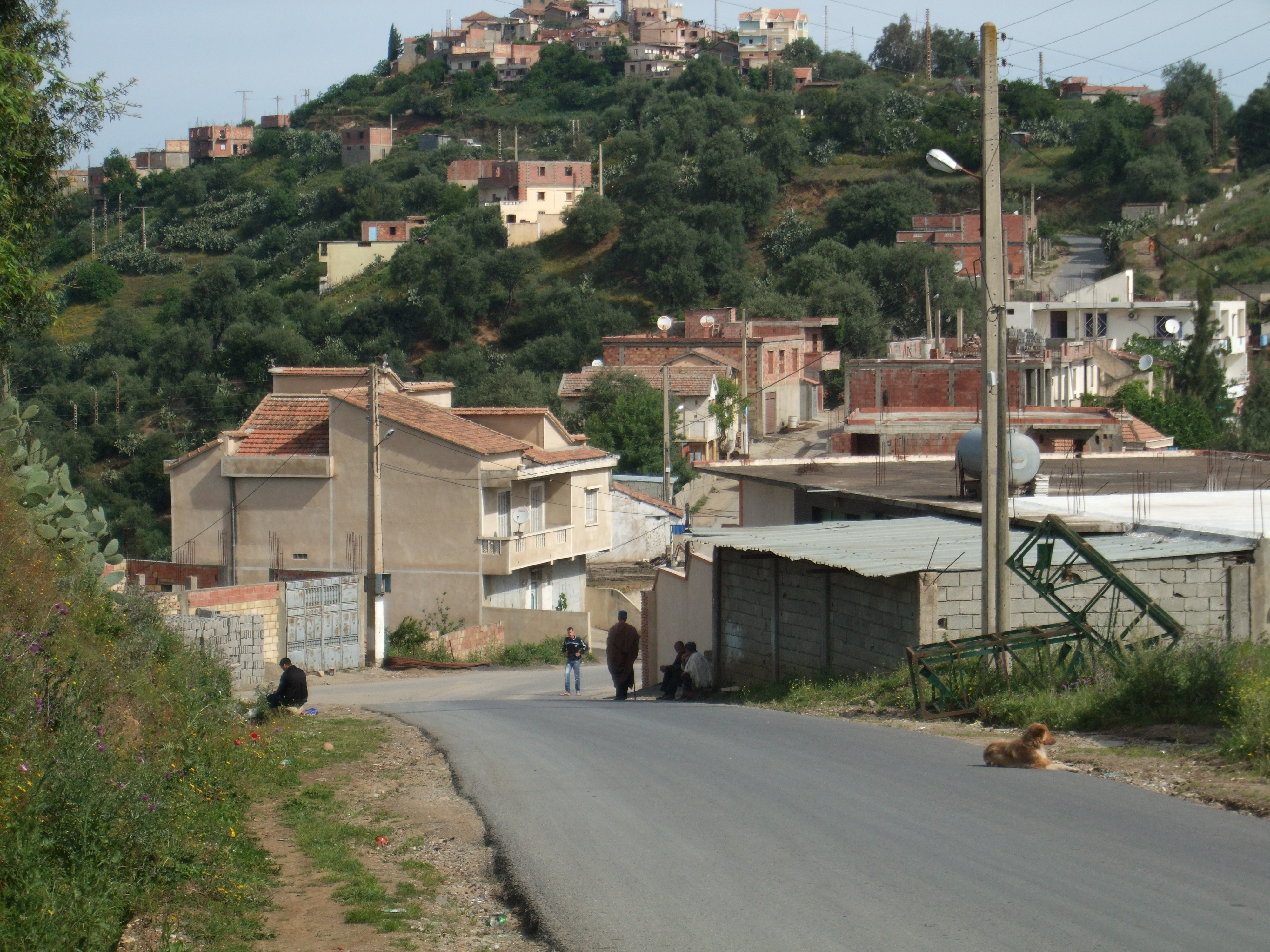
Vue du village de Zerrouda.

Lors de sa création en 1984 dans ses limites actuelles, la commune comprend les localités suivantes :
| - Averrane, Azemmour ou Meriem, Laksar, Larkoub, Thala Boumlil. - Bahloul, Yahia, Amegdoul, Behallil=ivehlal, Berkana, Bouarous, - Herrouka ; - Tirmitine village ; - Ighil Boughioul, Ighil Lazib, Ighil Ouguemoun, Izanouthen ; | - Arrour, Issoumer, Ourthi Oubakache - Menacera, Megdoul, - Smaïl Oukaci ; - Taachacht, Taboukachaout, Taddert Tamokrante, Tagroudja, Taka Mohand Arab, Tazeroute, Tighilt N'Trahi, - Zarkoul,Izarouden. |

La commune est constituée de trois ensembles, dont deux tribus (Âarc ou Âarchs) au regard de l'organisation tribale de la Grande Kabylie :
- au nord, le territoire des Aït-khelifa de la confédération (taqbilt) de Maatkas ;
- au sud, le territoire des Aït-Arif de la confédération (taqbilt) d'Iflissen Ou Melil ;
- et l'ensemble dit Izerrudhen.

## Économie
tirmitine est connu par la grande casse automobile qui se trouve sur la RN 12 près du asif du sebaou